# Carlos Alfredo Cat Vidal
Carlos Alfredo Cat Vidal (Montevideo, 2 de juliol de 1930 - ibídem, 28 de març de 2006) fou un enginyer i polític uruguaià, pertanyent al Partit Nacional.
Graduat com a enginyer per la Universitat de la República, va exercir com a professional durant molts anys. La seva participació en els primers plans de la vida política va començar en les eleccions de 1989, en les que va ser candidat a la Intendència Municipal de Montevideo per l'herrerisme. Fou derrotat pel candidat del Front Ampli i actual president de l'Uruguai, Tabaré Vázquez. El març de 1990 el nou president, Luis Alberto Lacalle, el va anomenar titular del Ministeri de Treball i Seguretat Social. L'agost de 1991 es va convertir en director de l'Oficina de Planejament i Pressupost (OPP) i el 1993 va ser designat president del Banc de la República Oriental de l'Uruguai (BROU).
Durant el govern de Lacalle, Cat fou també president del Directori del Partit Nacional. En les eleccions de 1994 va ser candidat a la Intendència de Montevideo una altra vegada, i va ser novament derrotat pel candidat del Front Ampli i futur ministre d'Habitatge, l'arquitecte Mariano Arana.
El març de 2000, el llavors president Jorge Batlle Ibáñez li va donar el càrrec de ministre d'Habitatge, Desenvolupament i Medi Ambient. Va ocupar aquest càrrec fins al mes de novembre de 2002, quan el Partit Nacional va retirar tots els seus ministres del govern de Batlle.
Casat amb Amalia Ruprecht Caprile, va tenir nou fills: Amalia, Carlos, Guillermo, Daniela, Juan, César, Angélica, Santiago i Felipe; i 21 nets.